# Хімік (Вінниця)
Футбольний клуб «Хімік» — український футбольний клуб з міста Вінниці.

## Досягнення
- Чемпіонат Вінницької області з футболу
  -  Чемпіон(1) — 1995/96
  -  Срібний призер(2) — 1993/94, 1994/95, 1997/98
  -  Бронзовий призер(3) — 1992/93, 1998/99

- Кубок Вінницької області з футболу
  -  Володар(2) — 1971, 1995

## Всі сезони в незалежній Україні
| Сезон   | Чемпіонат | Чемпіонат | Чемпіонат | Чемпіонат | Чемпіонат | Чемпіонат | Чемпіонат | Чемпіонат | Кубок        | Кубок | Кубок | Кубок | Кубок | Кубок | Кубок | Примітка                                |
| Сезон   | Ліга      | Місце     | І         | В         | Н         | П         | М         | О         | Етап         | І     | В     | Н     | П     | М     | О     | Примітка                                |
| ------- | --------- | --------- | --------- | --------- | --------- | --------- | --------- | --------- | ------------ | ----- | ----- | ----- | ----- | ----- | ----- | --------------------------------------- |
| 1994/95 | —         | —         | —         | —         | —         | —         | —         | —         | 1/64 фіналу  | 2     | 1     | 0     | 1     | 1−3   | 2     | Під назвою «Хімік-Нива-2»               |
| 1995/96 | —         | —         | —         | —         | —         | —         | —         | —         | 1/128 фіналу | 0     | 0     | 0     | 0     | 0−0   | 0     | Перемогу над ЦСКА (Київ) 2:1 анульовано |
| Всього  | —         | —         | —         | —         | —         | —         | —         | —         | >1 сезон     | 2     | 1     | 0     | 1     | 1−3   | 2     |                                         |